# Pas de Cheville
Der Pas de Cheville (übersetzt „Knöcheltritt“) ist ein 2038 m ü. M.  hoher Saumpass zwischen Anzeindaz im Bezirk Aigle (Kanton Waadt) und Derborence im Bezirk Conthey (Kanton Wallis), Schweiz. Der Pass verbindet das Chablais mit den Bergen von Savièse. Über dem Pass erhebt sich im Norden das Diableretsmassiv (3216 m ü. M.) und im Süden die in der Muverangruppe gelegenen Tête à Grosjean (2607 m ü. M.) und Tête à Pegnat (2588 m ü. M.).
Vom Lac de Derborence führt der Wanderweg über den Pas de Cheville nach Anzeindaz und weiter nach Solalex (Schwierigkeitsgrad T2). Die Wanderzeit beträgt rund 3 Stunden. Solalex und Derborence sind mit dem Postauto erreichbar. Der Pass liegt an der Strecke der Trekkingtour des Muverans.
Der Pass liegt an der Via Alpina (R105).

## Einzelnachweise

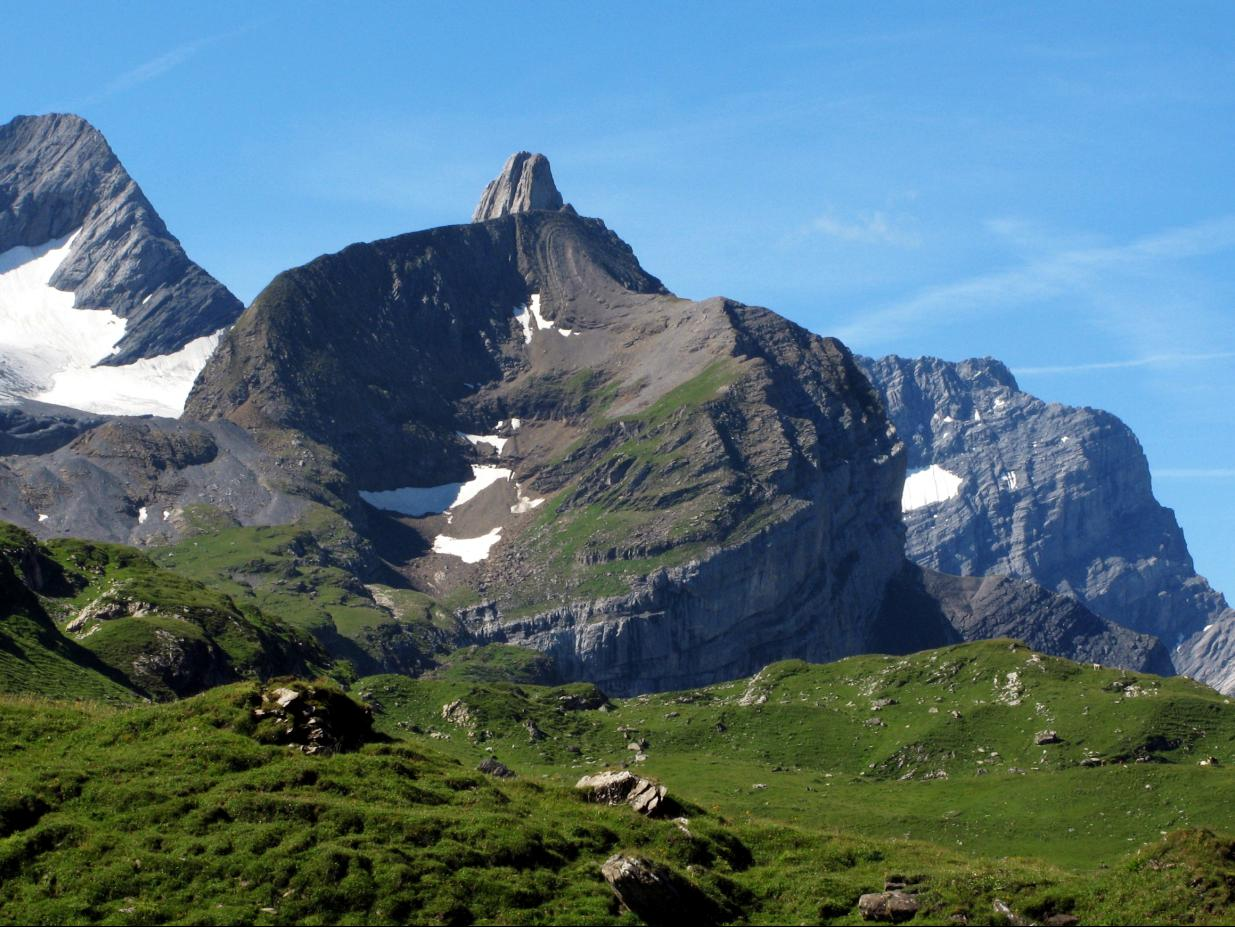
Tête à Pierre Grept vom Pas de Cheville